# José de Letamendi
José de Letamendi y Manjarrés (Barcelona, 1828-Madrid, 1897) fue un médico y académico español.

## Biografía
Nacido en Barcelona el 11 de marzo de 1828, fue catedrático de Anatomía en la Universidad de Barcelona desde 1857 hasta que en 1878 se hizo con la cátedra de Patología General en la Universidad Central de Madrid. Durante 1869 fue presidente del Ateneu Barcelonès y el 5 de febrero de 1888, tomaría posesión de su cargo como académico de número de la Real Academia Nacional de Medicina, sillón número 41. También fue senador por la provincia de Tarragona (1886-1890).
Se le ha descrito como una figura «controvertida» en la Medicina española del siglo xix, estando asociado a un «añejo ideario hipocrático». Se habría propuesto escribir un «Tribiblión Médico», del que sólo publicó Curso de patología general y Curso de Clínica general, habiéndose quedado en el tintero Historia evolutiva de la medicina. Recibió críticas de Pío Baroja. Además de numerosas publicaciones de carácter científico, también cultivó la poesía, la música y la pintura. Dirigió el semanario La Salud (1877) y colaboró en publicaciones como Archivos de la Medicina Española, Revista de Medicina y Cirugía Prácticas, Diario Médico, Revista Medico-Social, El Día, La España Moderna, La Ilustración Artística, El Liberal y El Imparcial, entre otras. Falleció en Madrid el 6 de julio de 1897.